# Ілієші (Муреш)
Ілієші (рум. Ilieși) — село у повіті Муреш в Румунії. Адміністративно підпорядковане місту Совата.
Село розташоване на відстані 250 км на північ від Бухареста, 43 км на схід від Тиргу-Муреша, 118 км на схід від Клуж-Напоки, 109 км на північ від Брашова.

## Населення
За даними перепису населення 2002 року у селі проживали 453 особи, з них 449 осіб (99,1%) угорців. Рідною мовою 448 осіб (98,9%) назвали угорську.